# Baltic Exchange
Die Baltic Exchange ist eine britische Warenbörse, die als globaler Handelsplatz für Schiffsmakler, Reeder und Charterer fungiert.

## Geschichte

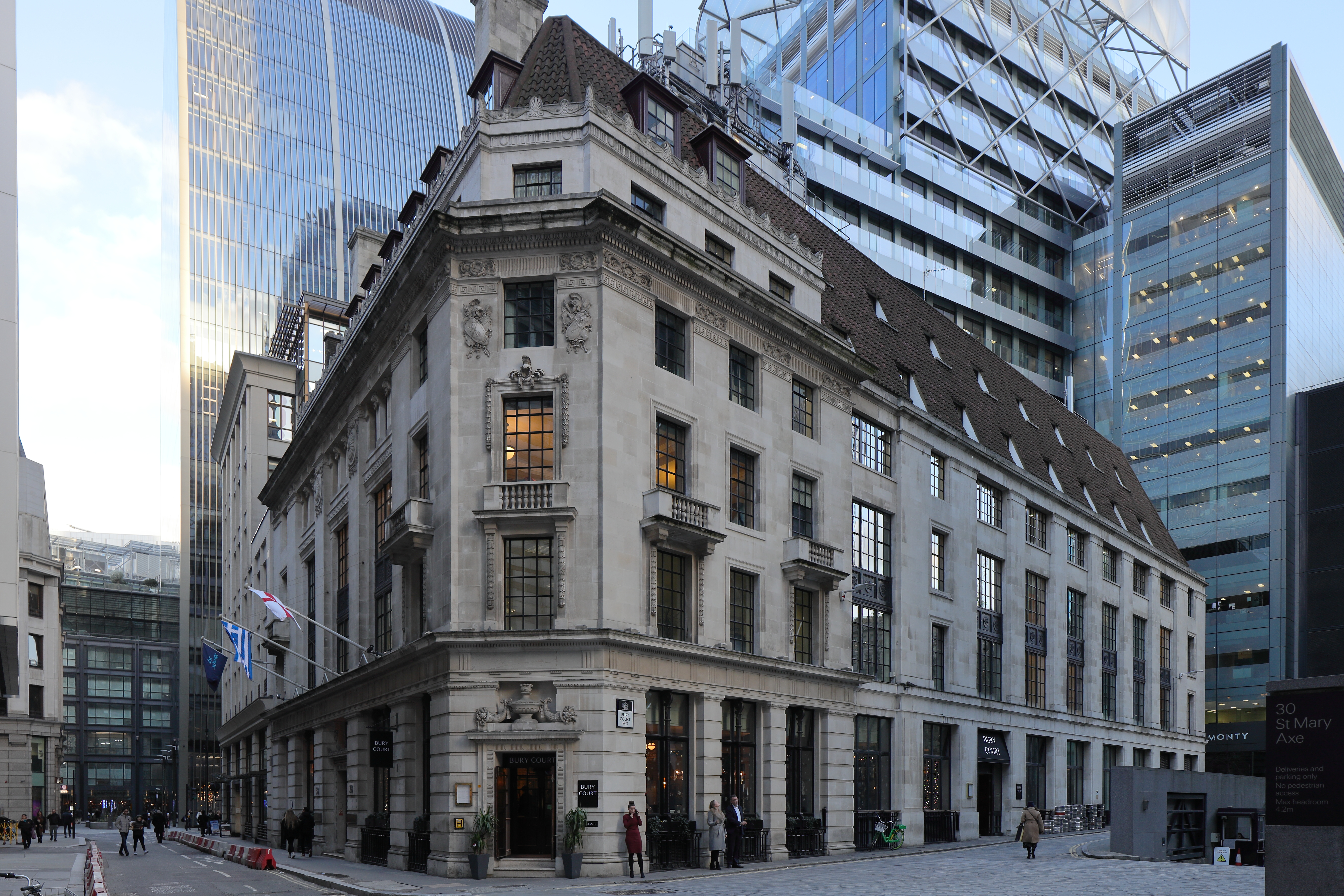
Heutiger Sitz der Baltic Exchange in der City of London

Das Unternehmen entstand 1744 in der Threadneedle Street in London unter dem Namen Virginia and Baltick Coffee House. 1810 verlegte es seinen Sitz in die Antwerp Tavern. 1857 erfolgte die Gründung der Baltic Company Limited. Nach dem Zusammenschluss mit der London Shipping Exchange wurde die Baltic Exchange 1900 als private limited company registriert. Am 4. Januar 1985 wurde erstmals der weltweit beachtete Baltic Freight Index (seit 1. November 1999 Baltic Dry Index) veröffentlicht.
Am Freitag, den 10. April 1992, zerstörten Terroristen der Provisional Irish Republican Army (IRA) das Gebäude der Baltic Exchange. Sie benutzten einen Lieferwagen, um eine Bombe vor dem Gebäude explodieren zu lassen. Fassadenteile des denkmalgeschützten Gebäudes wurden nach Tallinn verkauft. Auf dem Gelände des zerstörten Gebäudes entstand zwischen 2001 und 2004 das Hochhaus 30 St Mary Axe, bekannt als The Gherkin, des Rückversicherers Swiss Re.
Am Montag, den 13. April 1992, verlegte die Baltic Exchange den Handel in die Räume von Lloyd’s of London. 1995 zog sie an ihren heutigen Sitz an der 38 St Mary Axe.

## Globaler Marktplatz
Die Baltic Exchange ist im Besitz der mehr als 550 Mitgliedsunternehmen und weiteren 2000 Personen (Stand 2006). 400 der Mitgliedsunternehmen haben ihren Sitz in Großbritannien, die restlichen in den USA, Europa und Ostasien. Die Baltic Exchange kann nicht an der Börse gehandelt werden. Sie wird von einem Vorstand von 12 bis 15 Direktoren geleitet, der von seinen Mitgliedern gewählt wird. Das Unternehmen verfügt über 20 Mitarbeiter. Vorsitzender (Chairman) ist Michael Drayton und Geschäftsführer (CEO) Jeremy Penn.
Die Baltic Exchange veröffentlicht täglich Indizes und Preise für das weltweite Verschiffen von Hauptfrachtgütern auf Standardrouten und ist ein Markt für Forward Freight Agreements (FFAs). Die Indizes werden nicht gehandelt. Die Frachtraten werden aus den Angaben von Maklern, Reedern und Charterern ermittelt. Die Preise unterliegen keinen Revisionen. Die täglichen Aktualisierungen erfolgen in Realzeit. Ursprünglich als Parketthandel begonnen, erfolgen die Transaktionen heute ausschließlich über das Telefon.
Die Indizes werden an den meisten britischen Feiertagen nicht veröffentlicht. Kein Handel an der Baltic Exchange findet jährlich am Karfreitag, Ostermontag, Maifeiertag (erster Montag im Mai), Frühlingsfeiertag (letzter Montag im Mai) und Sommerfeiertag (letzter Montag im August) statt. Außerdem ist die Baltic Exchange zwischen Weihnachten (25. Dezember) und Neujahr geschlossen. Fällt Neujahr auf ein Wochenende wird der Feiertag am Montag nachgeholt.

## Indizes

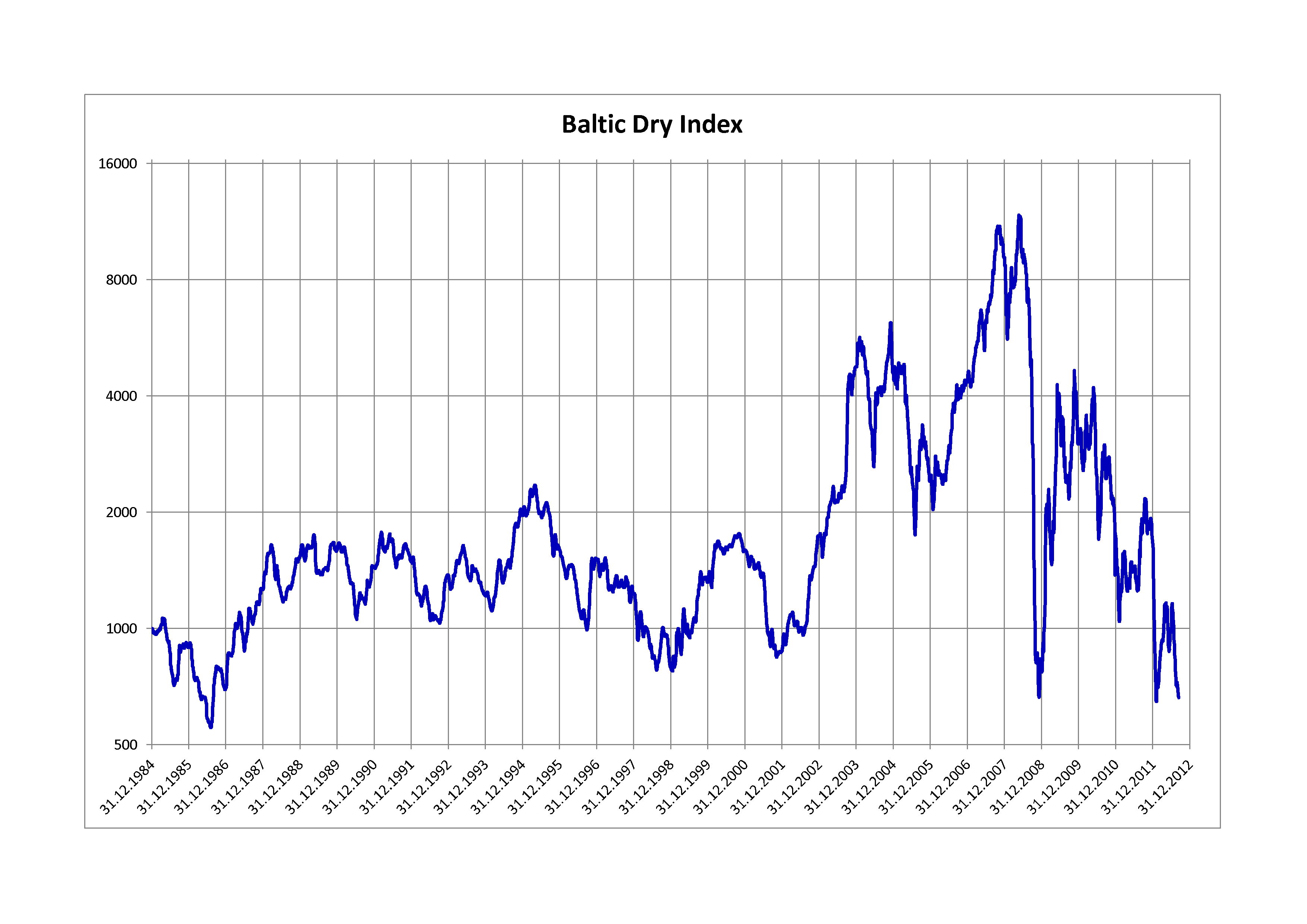
Baltic Dry Index seit 1985

Die Baltic Exchange veröffentlicht täglich sieben verschiedene Indizes, darunter seit 4. Januar 1985 auch den Baltic Dry Index (BDI). Er gliedert sich in den Baltic Capesize Index (BCI), den Baltic Panamax Index (BPI), den Baltic Supramax Index (BSI) und den Baltic Handysize Index (BHSI). Untergruppen des Index berücksichtigen 26 Hauptschifffahrtsrouten und erfassen die Kosten für Zeitcharter und Reisecharter für vier Schiffsklassen (Capesize, Panamax, Supramax und Handysize) im Schüttgutverkehr.
Am 20. April 1998 berechnete die Baltic Exchange zum ersten Mal den Baltic International Tanker Routes Index (BITR) und teilte diesen drei Jahre später, am 1. Oktober 2001, in die beiden heutigen Tanker-Indizes auf. Der Baltic Dirty Tanker (BDTI) Index erfasst nur Tanker, die ungereinigte Ladung wie Rohöl transportieren, der Baltic Clean Tanker Index (BCTI) dagegen Tanker, die gereinigte Ladung wie Ölprodukte (Benzin, Diesel, Heizöl oder Kerosin) transportieren.
Die Frachtraten für Schüttgutfrachter waren im Vergleich mit den Frachtraten der beiden Tanker-Indizes von der Kreditklemme (englisch: „Credit Crunch“) während der internationalen Finanzkrise am stärksten betroffen. Der Rückgang des Baltic Dry Index betrug zwischen Mai 2008 (11.793 Punkte) und Dezember 2008 (663 Punkte) 94,4 Prozent. Der BDI lag damit nur knapp über seinem Allzeittief von Juli 1986 (554 Punkte). Der Baltic Dirty Tanker Index (Frachtraten für Rohöl) und der Baltic Clean Tanker Index (Frachtraten für Ölprodukte) verloren etwas weniger an Wert. Der BDTI sank zwischen Juli 2008 (2.347 Punkte) und April 2009 (453 Punkte) um 80,7 Prozent und der BCTI zwischen Juni 2008 (1.509 Punkte) und April 2009 (345 Punkte) um 77,1 Prozent.
Folgende Indizes werden täglich von der Baltic Exchange veröffentlicht.
| Index                     | Allzeithoch in Punkten | Datum         | Allzeittief in Punkten | Datum         |
| ------------------------- | ---------------------- | ------------- | ---------------------- | ------------- |
| Baltic Dry Index          | 11.793                 | 25. Mai 2008  | 554                    | 31. Juli 1986 |
| Baltic Capesize Index     | 19.687                 | 5. Juni 2008  | 830                    | 2. Dez. 2008  |
| Baltic Panamax Index      | 11.713                 | 30. Okt. 2007 | 418                    | 27. Sep. 2012 |
| Baltic Supramax Index     | 6.956                  | 30. Okt. 2007 | 389                    | 8. Jan. 2009  |
| Baltic Handysize Index    | 3.407                  | 22. Mai 2008  | 269                    | 9. Jan. 2009  |
| Baltic Dirty Tanker Index | 3.194                  | 17. Nov. 2004 | 453                    | 15. Apr. 2009 |
| Baltic Clean Tanker Index | 1.955                  | 27. Dez. 2000 | 345                    | 15. Apr. 2009 |